# Rödbeta
Rödbeta, gulbeta och vitbeta (Beta vulgaris, Rödbeta-gruppen) är en sortgrupp inom arten beta (B. vulgaris) i familjen amarantväxter (Amaranthaceae). Det svenska namnet avgörs av rotfruktens färg. Den så kallade polkabetan är rödvit.

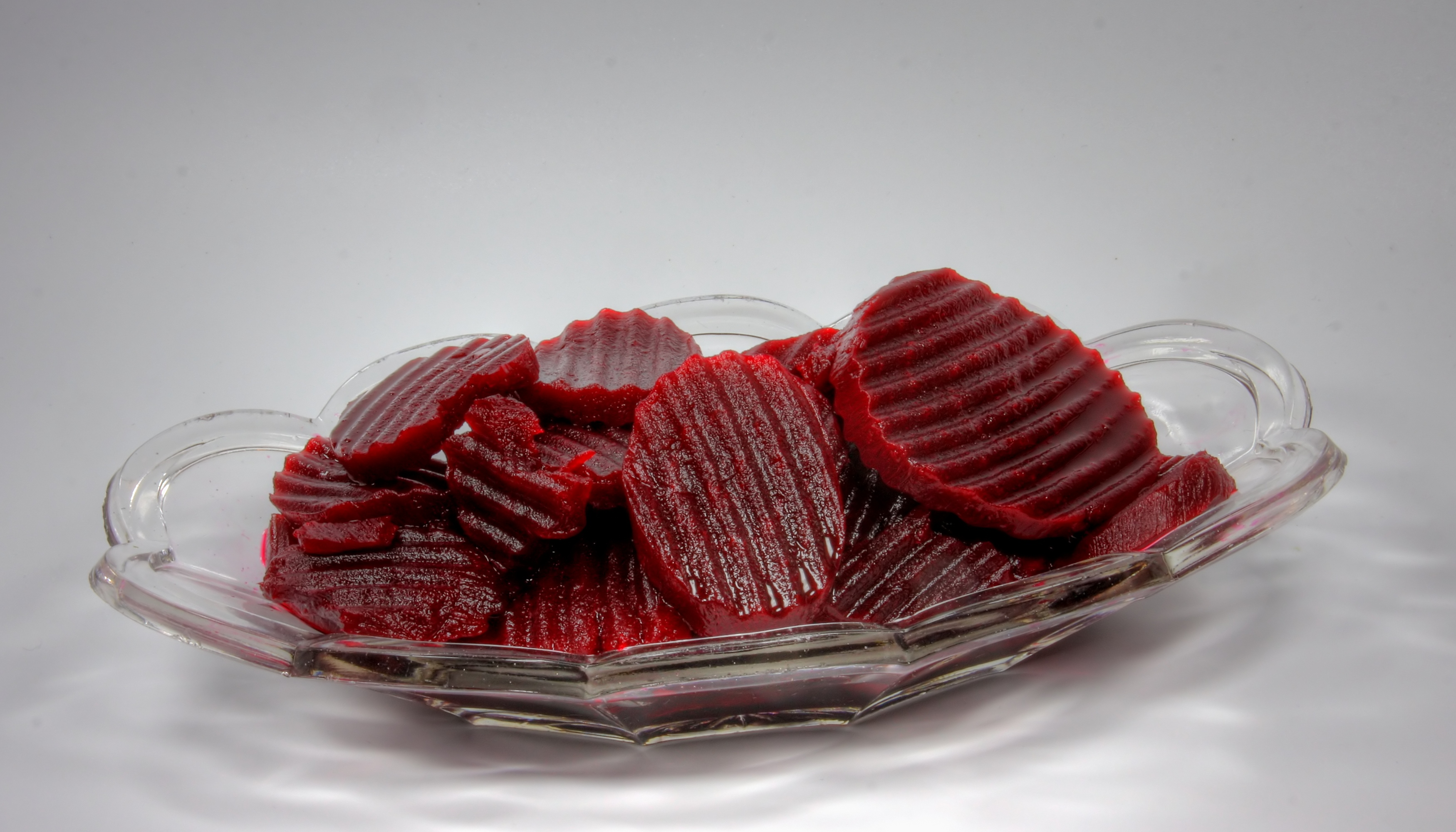
Inlagda skivade rödbetor skurna med vågkniv.

Rödbetan kom till Norden på 1600- och 1700-talet. Växten är lättodlad och härdig och kan i gynnsamma lägen odlas långt norrut i Norden. Rödbetor äts ofta som nykokta primörer eller skivade och inlagda i en mild ättikslag. I Sverige serveras inlagda rödbetor ofta till pyttipanna eller kalops. Rödbetor används även vid framställning av färgämnet betanin som är rödbetsrött (E162).
Blasten är också smakrik och kan användas i till exempel somrig rödbetssoppa, en variant av borsjtj.
Gulbeta (Beta vulgaris ssp. vulgaris var. esculenta), ibland benämnd guldbeta, är en gammal kulturväxt som på nytt blivit populär på senare år. Den är brun-orange på utsidan och guldgul på insidan.

## Galleri

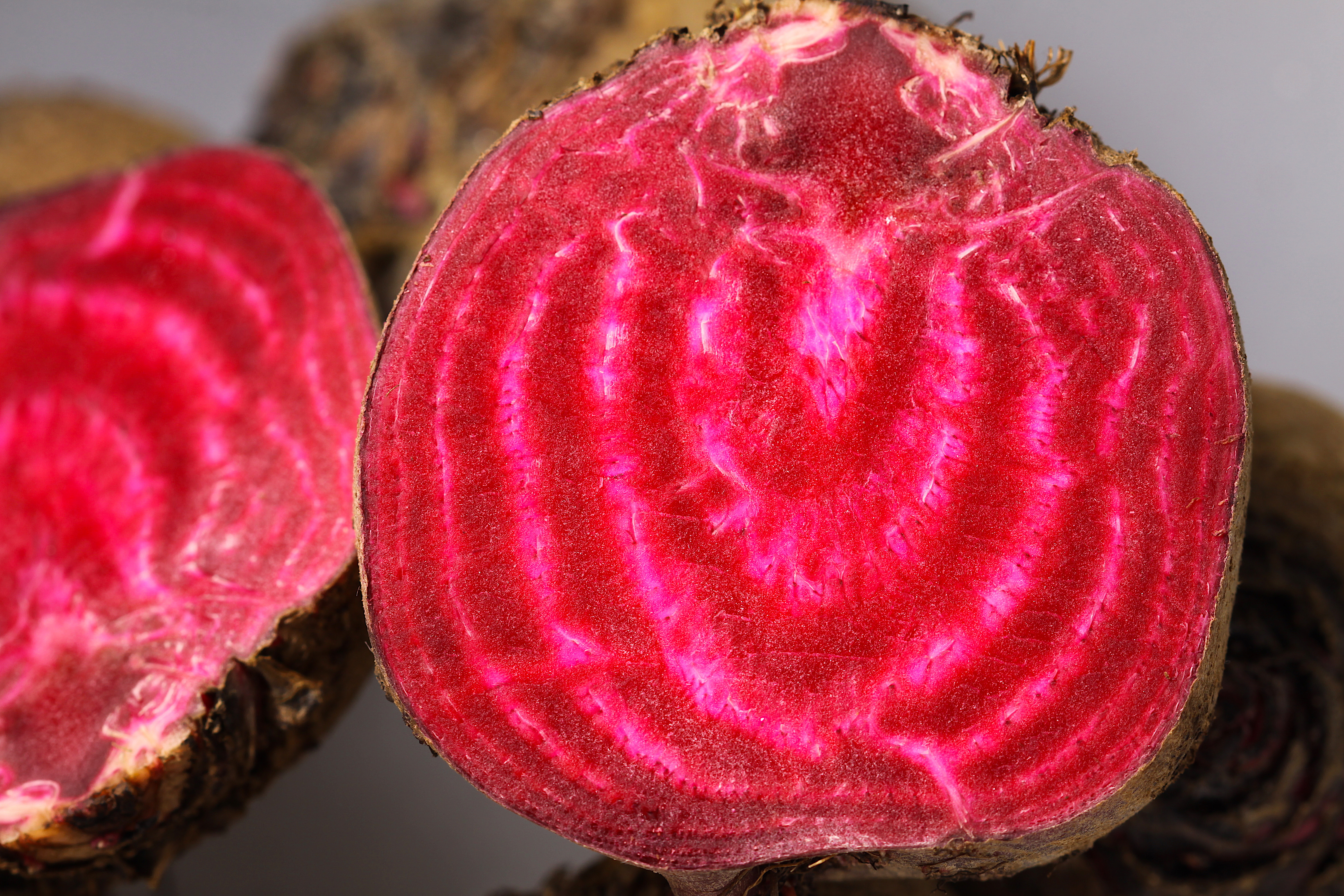
Rödbeta i genomskärning
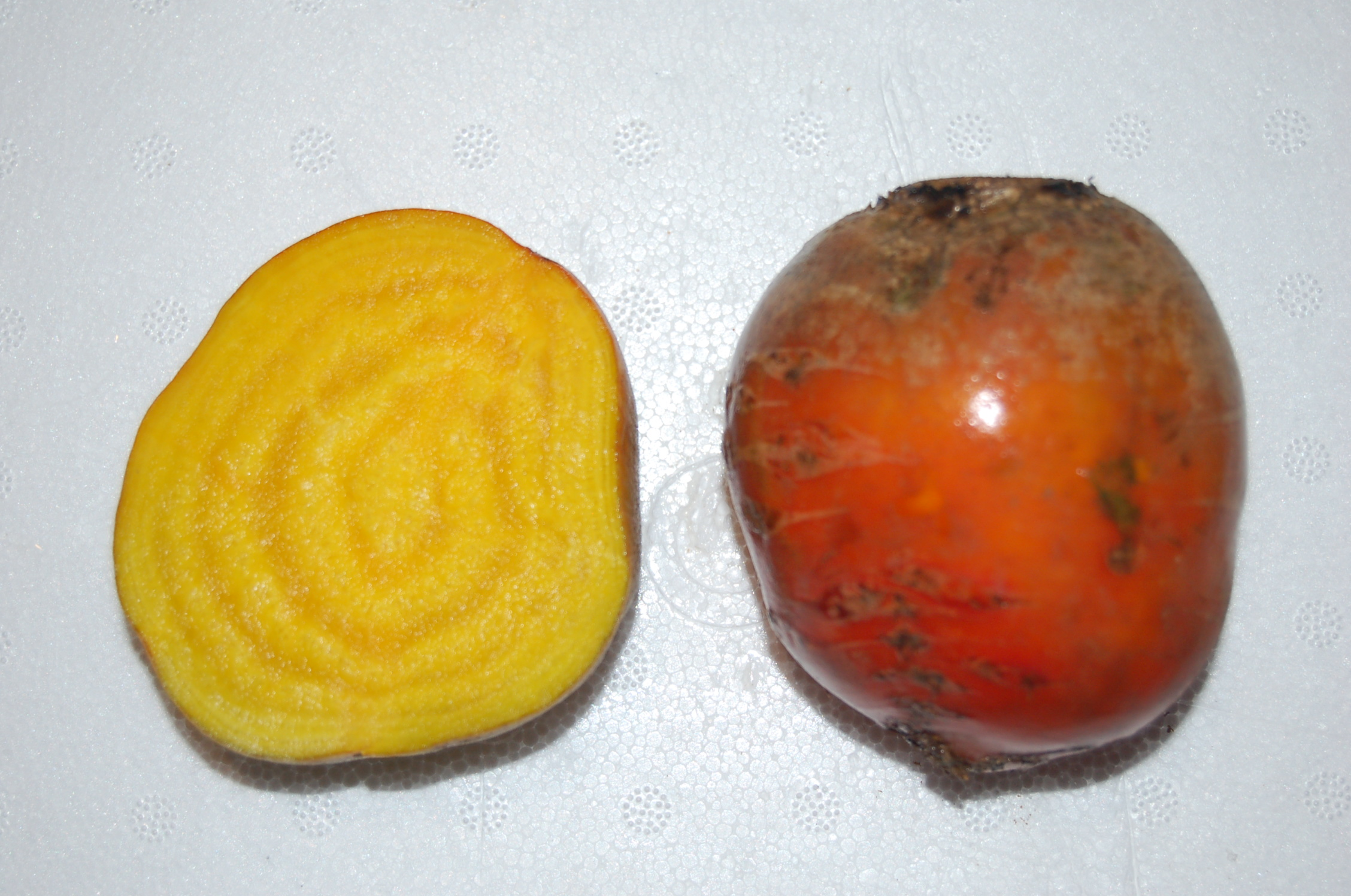
Gulbeta i genomskärning
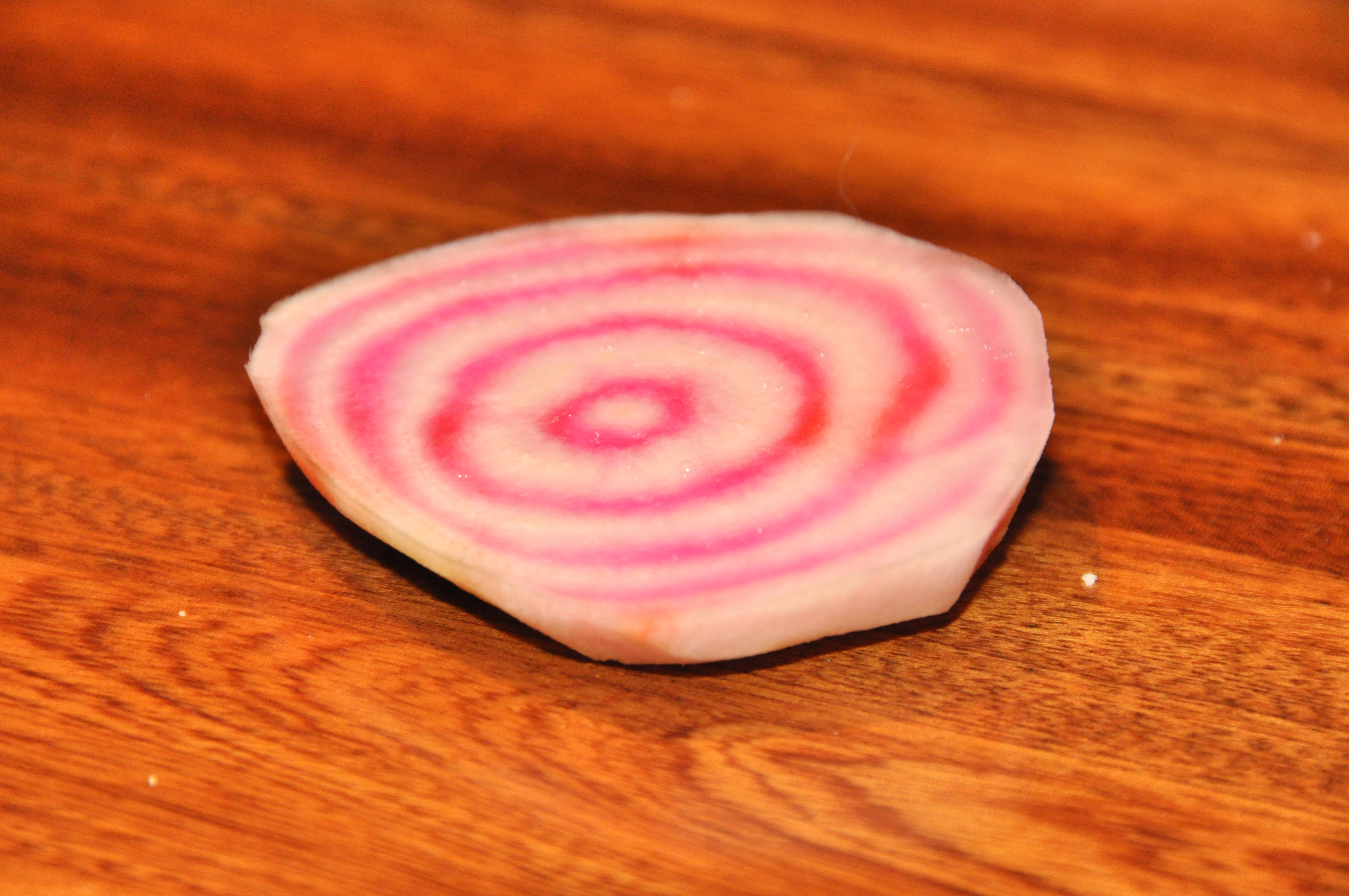
Polkabeta i genomskärning